# 劉廷鑑
劉廷鑑，廣東省南海縣人，清朝政治人物。進士出身。

## 生平
劉廷鑑於道光二十七年（1847年）考中丁未科張之萬榜二甲第三十四名進士，與李鴻章、沈葆楨、馬新貽等同年。曾任陕西榆林府知府。